# Зенькова Єфросінія Савелівна
Єфросиня Савельєвна Зенькова (рос. Ефросинья Савельевна Зенькова; 22 грудня 1923 — 19 квітня 1984) — секретар підпільної комсомольської організації опору на прізвисько «Молоді месники» під час Другої світової війни. Указом Верховної Ради вона була оголошена Героєм Радянського Союзу 1 липня 1958 року.

## Раннє життя
Зєнкова народився 22 грудня 1923 року в білоруському селянській родині в селі Ushaly, розташованої в сучасній Шумилина районного в Вітебській області в Білорусі . Після закінчення середньої школи вона відвідувала професійно-технічне училище, а потім працювала швачкою на швейній фабриці у Вітебську. Пізніше вона почала вчитися в місцевій школі технічного одягу, але шкільний корпус був вибухнений німецькими ВПС в день оцінювання учнів.

## Діяльність Другої світової війни
Після вторгнення Німеччини до Радянського Союзу влітку 1941 року Зенкова спочатку працювала в цивільній обороні, рятуючи людей від обвалених будівель та вивозячи нерозірвані боєприпасиз вулиць та дахів. Коли місто було оточене ворожими силами, вона не відразу виїхала, оскільки допомагала іншим людям в евакуації. Коли вона намагалася втекти з міста на контрольовану СРСР територію, її затримали німці, але їй вдалося уникнути їхньої опіки. Потім вона втекла у тижневу подорож до маленького села, де вона народилася. Незабаром після прибуття до її рідного міста Ушали німецькі війська взяли під контроль територію та почали заволодіти майном селян, особливо продуктами харчування та худобою. Хоча вона хотіла вступити до лав партизанського загону імені Климента Ворошилова, до складу якого входив її брат, але в березні 1942 року комісар загону попросила її сформувати комсомольську осередок біля стратегічно важливого залізничного вузла в Оболі, за п’ять кілометрів від Ушал, щоб надати їм інформацію про військову діяльність Німеччини в цьому районі. Зенкова погодилася, і комісар дав їй список людей для вербування та листівки, які можна було розповсюдити серед них. Оскільки їй на момент створення організації було лише 18 років, а також багатьом новобранцям ще молодших підлітків, а наймолодшому члену було лише 15, групу стали називати "Юними месниками". У серпні 1943 року одна з членів групи, 17-річна Зінаїда Портнова , зуміла влаштуватися на роботу на кухні німецької їдальні, а згодом отруїла готується суп, вбивши десятки ворожих солдатів . 
З метою кращого контролю за діяльністю на залізничному вузлі Обол Зенкова влаштувалася працювати помічником бухгалтера на станції, а інший партизан, Микола Алексєєв, знайшов роботу стільницею станції. Коли Олексієв виявив партію танків в одному з поїздів, він швидко передав інформацію по командному ланцюжку до Москви, а радянські ВПС відправили бомбардувальники для знищення вантажу. Самі партизани також безпосередньо брали участь у накопиченні зброї та диверсіях, що спричинило зіткнення потягу, повного есесівців, із поїзком поповнення запасів. Коли Зенкову забезпечили магнітними мінами, вона знайшла творчі способи сховати їх для доставки, навіть випікаючи одну інформацію про коровай, щоб уникнути виявлення. Одну міну, яку вона передала партизану, помістили під машину високопоставленого чиновника СС, і в підсумку вбив його та ще трьох членів СС в машині. Вони також підірвали електростанцію, цегельний завод, насосну станцію, завод з переробки льону та замінували магістраль на додачу до того, що видаляли шматки залізничної колії у життєво важливих районах. Після того, як член групи був виданий німцям, відбулися масові арешти; Зенкова вижила, оскільки на момент початку арештів вона була в Полоцьку. Коли вона почала повертатися з Полоцька, Аркадій Барбашов попередив її про те, що відбувається, і їм вдалося втекти, щоб вступити до Сиротинської партизанської бригади імені В. І. Леніна. Оскільки німці не змогли знайти Зенкову, натомість заарештували її матір Марфу і стратили її замість дочки як вид колективного покарання. і замінував магістраль на додачу до видалення шматочків залізничної колії у життєво важливих районах. Після того, як член групи був виданий німцям, відбулися масові арешти; Зенкова вижила, оскільки на момент початку арештів вона була в Полоцьку. Коли вона почала повертатися з Полоцька, Аркадій Барбашов попередив її про те, що відбувається, і їм вдалося втекти, щоб вступити до Сиротинської партизанської бригади імені В. І. Леніна. Оскільки німці не змогли знайти Зенкову, натомість заарештували її матір Марфу і стратили її замість дочки як вид колективного покарання. і замінував магістраль на додачу до видалення шматочків залізничної колії у життєво важливих районах. Після того, як член групи був виданий німцям, відбулися масові арешти; Зенкова вижила, оскільки на момент початку арештів вона була в Полоцьку. Коли вона почала повертатися з Полоцька, Аркадій Барбашов попередив її про те, що відбувається, і їм вдалося втекти, щоб вступити до Сиротинської партизанської бригади імені В. І. Леніна. Оскільки німці не змогли знайти Зенкову, натомість заарештували її матір Марфу і стратили її замість дочки як вид колективного покарання. Коли вона почала повертатися з Полоцька, Аркадій Барбашов попередив її про те, що відбувається, і їм вдалося втекти, щоб вступити до Сиротинської партизанської бригади імені В. І. Леніна. Оскільки німці не змогли знайти Зенкову, натомість заарештували її матір Марфу і стратили її замість дочки як вид колективного покарання. Коли вона почала повертатися з Полоцька, Аркадій Барбашов попередив її про те, що відбувається, і їм вдалося втекти, щоб вступити до Сиротинської партизанської бригади імені В. І. Леніна. Оскільки німці не змогли знайти Зенкову, натомість заарештували її матір Марфу і стратили її замість дочки як вид колективного покарання.

## Пізніше життя
Після війни Зенкова виховала трьох дітей родича, який загинув на війні і став членом Комуністичної партії в 1945 році. Інструктором в окружному Комосмольському комітеті Зенкова допомагала у відбудові міста, який був сильно пошкоджений під час війна. У 1967 році вона змінила роботу і працювала в міському військово-вербувальному центрі. Вона була популярним спікером, виступаючи на заводах, у школах та військових частинах. У 1958 році вона була оголошена Героєм Радянського Союзу, а в 1976 році - Почесним громадянином Вітебська. З погіршенням здоров'я вона померла у 1984 році у віці 60 років і була похована на Мазурінському кладовищі у Вітебську.